# Серебряные рыбки
«Серебряные рыбки» (нем. Silberfische, также «Нимфы» (нем. Nixen)) — картина австрийского художника Густава Климта.
«Серебряные рыбки» входят в тематический цикл картин художника на сюжет водяных нимф: «Движущаяся вода» (1898), «Медицина» (1901), «Золотые рыбки» (1901—1902), «Водяные змеи I» (1907) и «Водяные змеи II» (1907). По мнению художественного критика Людвига Хевеши, эти картины являются эротическим «побочным продуктом» «факультетских картин» и «Бетховенского фриза». В модернистском ключе Климт отождествляет женскую натуру с водной стихией, источником жизни и смертельной опасностью одновременно.
Картина демонстрировалась на выставке Венского сецессиона в 1903 году наряду с портретом Розы Ростхорн-Фридман, и по чертам лица и осанке венская публика опознала светскую даму и в образе серебряной рыбки Климта. На сходство одной из «нимф» с портретом указал в своей рецензии тот же Хевеши. В его описании картины серебряные рыбки круглой формы, похожие на камбалу или головастиков, покрытые матовыми точечками, как у форели, с милыми личиками, как у русалочек, парят в золотисто-зеленоватой драгоценной водной глуби. Климтоведы считают, что художник усиливал эротическую составляющую, играя с амбивалентностью волос и тела и придавая фигуркам нимф форму локонов, а в матовых точечках они видят пайетки с парадного портрета Ростхорн-Фридман.